# Жолдасбеков, Оразбек
Оразбек Жолдасбеков (каз. Оразбек Жолдасбеков; 1892 года, аул Берлик, Акмолинский уезд, Акмолинская область, Российская империя — 1967 год, аул Берлик, Коргалжынский район, Целиноградская область, Казахская ССР) — старший конюх колхоза «Берлик» Кургальджинского района Акмолинской области. Герой Социалистического Труда (1948).

## Биография
Родился в 1892 году в крестьянской семье в ауле Берлик. С раннего возраста батрачил, занимаясь выпасом лошадей. Одним из первых вступил в 1931 году в колхоз «Берлик» (в 1961 году преобразован в совхоз «Карашалгинский» Акмолинской области). Трудился рядовым скотником, позднее — старшим конюхом. 
В 1947 году вырастил 21 жеребёнка от 21 кобылы. За получение высокой продуктивности животноводства в 1947 году указом Президиума Верховного Совета СССР от 23 июля 1948 года удостоен звания Героя Социалистического Труда с вручением ордена Ленина и золотой медали «Серп и Молот».
Избирался депутатом Акмолинского областного и Кургальджинского районного советов. Работал конюхом до выхода на пенсию в 1964 году.
Скончался в 1967 году в родном селе.